# Studená Loučka
Studená Loučka (německy Kaltenlautsch) je částí města Mohelnice v okrese Šumperk. S územím města ale není spojena a je tak jeho exklávou. Kromě vlastní Studené Loučky ji tvoří i osady Buková a Bušín.

## Památky
V obci jsou evidovány tyto zákonem chráněné kulturní památky:
- Hrobka rodiny Haberland (na hřbitově)[4]
- Statek Studená Loučka (č.p. 31)[5] je jediným dochovaným hřebečským gruntem v okolí. Klasicistní přízemní zděný statek z první poloviny 19. století s hospodářskými staveními a výměnkem je výjimečně dochovanou ukázkou lidové architektury a příkladem výstavného obydlí místního zemědělce. Za zmínku stojí zachované původní klenby, hrázděné zdivo, měděný kotel na ohřev vody, pec na chleba, reliéfová kachlová kamna, černá kuchyně a hlavně portál, podlahy, svody vody, koryta, parapety a futra vytesaná z dnes již velmi vzácného maletínského pískovce. V části statku – na výměnku – je od roku 2014 otevřená stálá muzejní expozice „Hřebečský grunt“. Vše v areálu statku je funkční, stále se používá a žije zde i spousta zvířat.
- Kostel sv. Maří Magdaleny – novoromantická stavba z roku 1859
- Dva kříže u kostela (z let 1776 a 1884)

Ostatní památky:
- Kříž u kaple v Bušíně z roku 1807